# Mitchell
Mitchell je priimek več oseb:
- Jermaine Mitchell, ameriški igralec bejzbola
- Francis Neville Mitchell, britanski general
- Philip Euen Mitchell, britanski general